# Mihalik Dániel
Mihalik Dániel (Tallós, 1869. december 14. – Szolnok, 1910. június 16.) festőművész, a Szolnoki művésztelep egyik alapítója.

## Életpályája
Alsóbb iskoláit Budapesten végezte. Gazdatiszt apja tudományos pályára szánta, de ő 1886-ban a Mintarajztanoda növendéke lett, ahol Gregus János, később Székely Bertalan tanítványa volt. Művészeti tanulmányait a Mesteriskolában Lotz Károly vezetése alatt, majd a müncheni képzőművészeti akadémián folytatta. 1897-től Budapesten barátjával Szlányi Lajossal, illetve a később hozzájuk csatlakozó Olgyai Ferenccel közös műteremben dolgozott. 1898-ban egy tájképével 4000 koronás díjat nyert, amiből Párizsba utazott és beiratkozott a Julian Akadémiára. 1899 telén részt vett a párizsi világkiállítás magyar osztályának rendezési munkáiban. 1901-ben tért haza. Ettől kezdve kisebb tanulmányutaktól eltekintve haláláig Szolnokon élt és dolgozott, egyike lett a szolnoki művésztelep alapítóinak.

## Művészi pályája
Már művészeti tanulmányai kezdetén a tájképfestészet érdekelte. A Mintarajztanoda tanulójaként ismerkedett meg két idősebb festővel, Molnár Józseffel és Brodszky Sándorral, és az ő társaságukban járt ki a főváros környékére tájképtanulmányozásra. Először 1893-ban, a Falu vége című tájképével jelent meg a nyilvánosság előtt, ettől kezdve rendszeresen szerepelt a fővárosi tárlatokon. A millenniumi kiállításon két tájképpel és a Kennelben című, vizslákat ábrázoló képével vett részt. Párizsból való hazatérése után 1901-ben a Műbarátok Körében kollektív kiállításon vett részt Olgyay Ferenc, Szlányi Lajos, Vaszary János festő- és Ligeti Miklós szobrászművész társaságában. Főleg alföldi tájakat festett természethű felfogásban, széles ecsetkezeléssel. Művei népszerűek voltak a művásárlók körében, számos művét az állam vásárolta meg. 1903-ban a Zagyva medre című képével elnyerte a Ráth György-díjat. Késői munkáira a nagy felületeket kitöltő erős színek és a határozottan különváló formák jellemzőek. 1907-ben az új színfelfogásban festett Heretáblák című képével társulati díjat nyert. Ugyanebben az évben az Uránia helységében kollektív kiállításon mutatta be műveit. 1910-ben, negyvenévesen halt meg. Hagyatékát a szintén 1910-ben elhunyt Bruck Lajos és Pap Henrik anyagával együtt, 1911-ben mutatták be a Műcsarnokban. Művei egy részét a Magyar Nemzeti Galéria és a Budapesti Történeti Múzeum őrzi.

### Főbb művei
- Falu vége (1893)
- Kennelben (1896)
- Bükkfasor (1896)
- Eső után (1897)
- Tiszai árvíz (1898)
- Téli tájkép (1899)
- Napon
- Rét (1901)
- Kukoricatörés (1903)
- A Balaton (1903)
- Zagyva medre (1904)
- Tiszapart (1905)
- Olvadáskor (1906)
- Parkrészlet
- Kazlak a mezőn
- Heretáblák (1907)

## Galéria

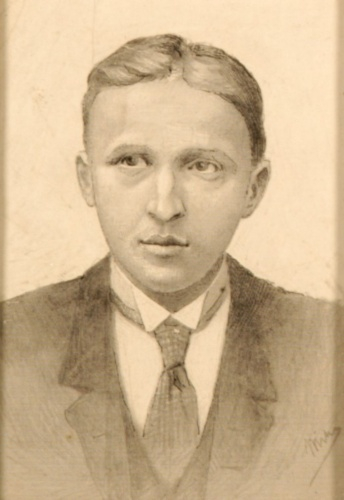
Önarckép (ceruzarajz)
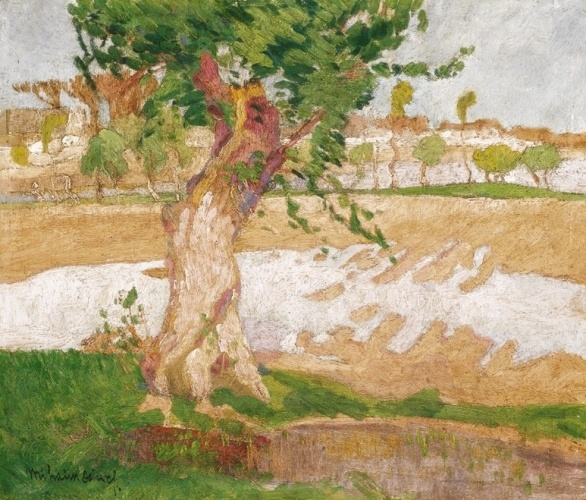
Szolnoki folyópart
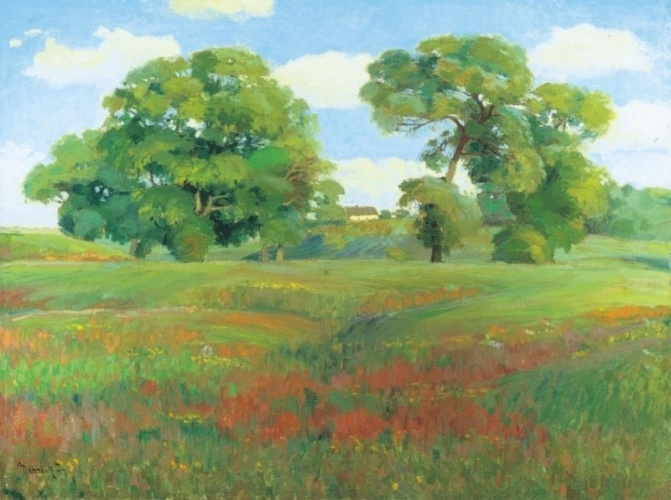
Mező szélén
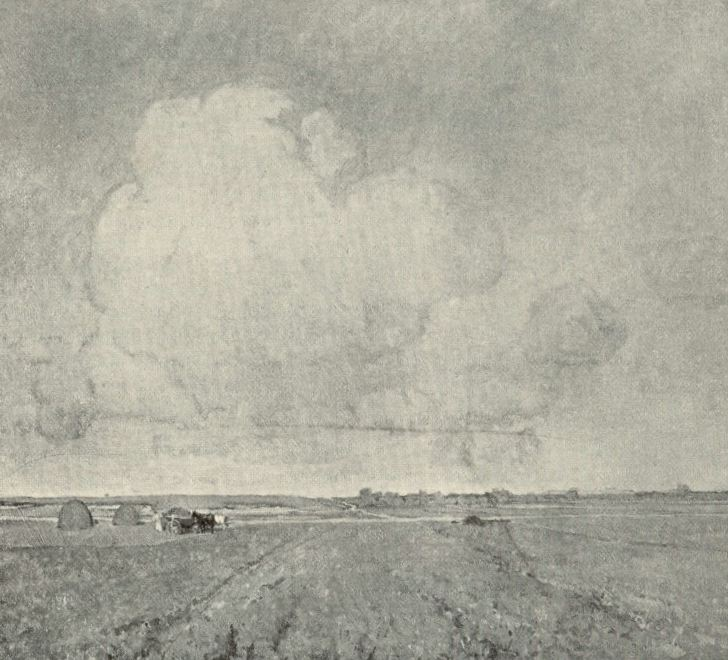
Heretáblák
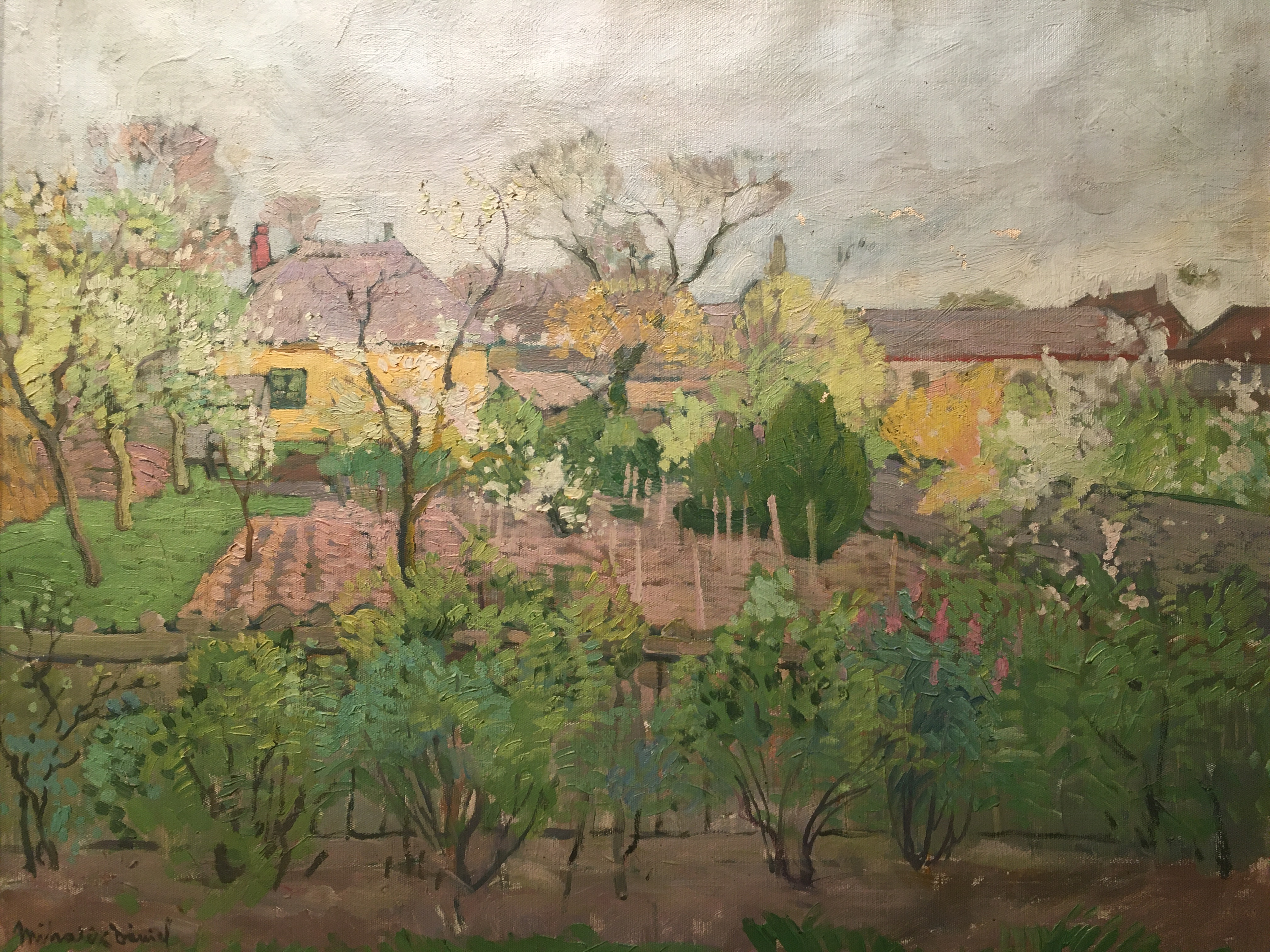
Tájkép